# Denis Santalov
Bản mẫu:Eastern Slavic name
Denis Ruslanovich Santalov (tiếng Nga: Денис Русланович Санталов; sinh ngày 14 tháng 10 năm 1993) là một tiền vệ bóng đá người Nga. Anh thi đấu cho FC Veles Moskva.

## Sự nghiệp câu lạc bộ
Anh có màn ra mắt tại Russian Second Division cho FC Vologda vào ngày 23 tháng 7 năm 2012 trong trận đấu với FC Sever Murmansk.